# Абрамов, Николай Николаевич (учёный)
Николай Николаевич Абрамов (10 [23] февраля 1901, Москва, Московская губерния, Российская империя — 1970-е, СССР) — советский учёный в области водного хозяйства и водоснабжения городов и промышленных предприятий. Доктор технических наук (1941).

## Биография
Родился Николай Николаевич Абрамов 10 [23] февраля 1901 года в Москве.
После образования СССР окончил инженерно-строительный факультет Московского высшего технического училища в 1926 году. С 1927 года участвовал в проектировании и строительстве систем водоснабжения и сооружений водного хозяйства крупнейших промышленных предприятий и городов СССР. С 1933 года был преподавателем в вузах, с 1942 года — профессором, заведующим кафедрой водоснабжения Московского инженерно-строительного института.
Участвовал в Великой Отечественной войне в 1941—1945 годах.
Был членом Коммунистической партии Советского Союза с 1945 года.
Ушёл из жизни в 1970-е годах в СССР.

## Труды
- Основы проектирования и расчёта сетей городских водопроводов, М.—Л., 1940
- Обоснования и методы зонирования водопроводных сетей, М.—Л., 1949
- Водоснабжение, М., 1967

## Награды
- Медаль «За оборону Москвы» (1945)